# SS Karagola
El SS Karagola fue un barco de vapor de carga de la British India Steam Navigation Company (BI). Construido en Escocia en 1887, prestaba servicios regulares de carga, pasajeros y correo en Birmania. En 1901 sufrió daños irreparables debido a un incendio, por lo que fue desguazado.
Fue el primero de los dos buques de la BI que se llamaron Karagola. El segundo fue un buque de vapor botado en 1916 y desguazado en 1948.

## Hundimiento
El 20 de abril de 1901, el Karagola se encontraba en Akyab con un cargamento de arroz y barriles de aceite cuando se incendió. Debido a los daños sufridos fue desguazado.